# UFC Fight Night: Font vs. Garbrandt
UFC Fight Night: Font vs. Garbrandt (también conocido como UFC Fight Night 188, UFC on ESPN+ 46 y UFC Vegas 27) fue un evento de artes marciales mixtas producido por Ultimate Fighting Championship que tuvo lugar el 22 de mayo de 2021 en las instalaciones del UFC Apex en Enterprise, Nevada, parte del área metropolitana de Las Vegas, Estados Unidos.

## Antecedentes
Un combate de peso gallo entre el exCampeón de Peso Gallo, Cody Garbrandt y Rob Font sirvió como evento principal.
Ricardo Ramos y Bill Algeo estaban programados originalmente para enfrentarse en un combate de peso gallo cinco semanas antes en UFC on ESPN: Whittaker vs. Gastelum, pero Ramos fue retirado del combate durante la semana previa al evento tras dar positivo por COVID-19. El combate quedó intacto y tuvo lugar en este evento.
Se esperaba que Denys Bondar se enfrentara a Víctor Rodríguez en un combate de peso mosca en el evento. Sin embargo, se vio obligado a retirarse a finales de abril por una lesión y fue sustituido por Bruno Gustavo da Silva.
Se esperaba que la recién llegada, Danyelle Wolf se enfrentara a la exCampeona de Peso Pluma de Invicta FC y aspirante al Campeonato de Peso Pluma Femenino de UFC, Felicia Spencer en un combate de peso pluma en el evento. Sin embargo, Wolf se retiró del combate a principios de mayo debido a una lesión no revelada y fue sustituida por Norma Dumont.
En un principio se esperaba un combate de peso pesado entre Rodrigo Nascimento y Alan Baudot en este evento. Sin embargo, fueron reprogramados para UFC on ESPN: Makhachev vs. Moisés después de que Baudot se lesionara.
El combate de peso medio entre Jack Hermansson y Edmen Shahbazyan estaba previsto inicialmente para una semana antes en UFC 262. Sin embargo, el combate se pospuso debido a un caso de COVID-19 en el campamento de Hermansson y se reprogramó para este evento.
Ben Rothwell y Philipe Lins tenían previsto enfrentarse en un combate de peso pesado en marzo en UFC Fight Night: Edwards vs. Muhammad, pero se canceló debido a una lesión de Rothwell. Luego se reprogramó para UFC on ESPN: Rodriguez vs. Waterson, pero el combate volvió a fracasar porque Lins enfermó un día antes de la pelea. Entonces se esperaba que compitieran en este evento. Sin embargo, una vez más, Lins fue retirado del evento por razones no reveladas y sustituido brevemente por el recién llegado, Askar Mozharov. Horas más tarde, el ucraniano anunció que no podría conseguir un visado a tiempo para el evento. Finalmente fue sustituido por el también recién llegado Chris Barnett.
Se esperaba que el combate de peso gallo entre Stephanie Egger y Sarah Alpar fuera el primer combate de la cartelera. Sin embargo, Egger se retiró por razones no reveladas en la semana previa al evento y fue sustituida por Lupita Godinez. El combate se canceló por completo un día después, ya que Godinez no pudo conseguir su visa a tiempo.
En el evento estaba previsto un combate de peso mosca entre Raulian Paiva y David Dvořák. Sin embargo, Paiva se retiró de la pelea el día anterior al evento debido a los efectos de la reducción de peso. Fue sustituido por el recién llegado, Juancamilo Ronderos. En el pesaje, Ronderos pesó 128.5 libras, dos libras y media por encima del límite de la división de peso mosca. El combate se desarrolló en un peso acordado y se le impuso una multa del 20% de su pago, que fue a parar a Dvořák.
Se esperaba un combate de peso ligero entre Yancy Medeiros y Damir Hadžović. Sin embargo, fue retirado de la cartelera pocas horas antes de celebrarse debido a problemas de salud de Hadžović.
El contendiente de peso ligero de la UFC y comentador analista, Paul Felder, quien estaba comentando este evento, anunció su retiro de las MMA durante la transmisión en vivo.

## Premios de bonificación
Los siguientes luchadores recibieron bonificaciones de $50000 dólares:
- Pelea de la Noche: Jared Vanderaa vs. Justin Tafa
- Actuación de la Noche: Carla Esparza y Gustavo da Silva